# Lettisk blå

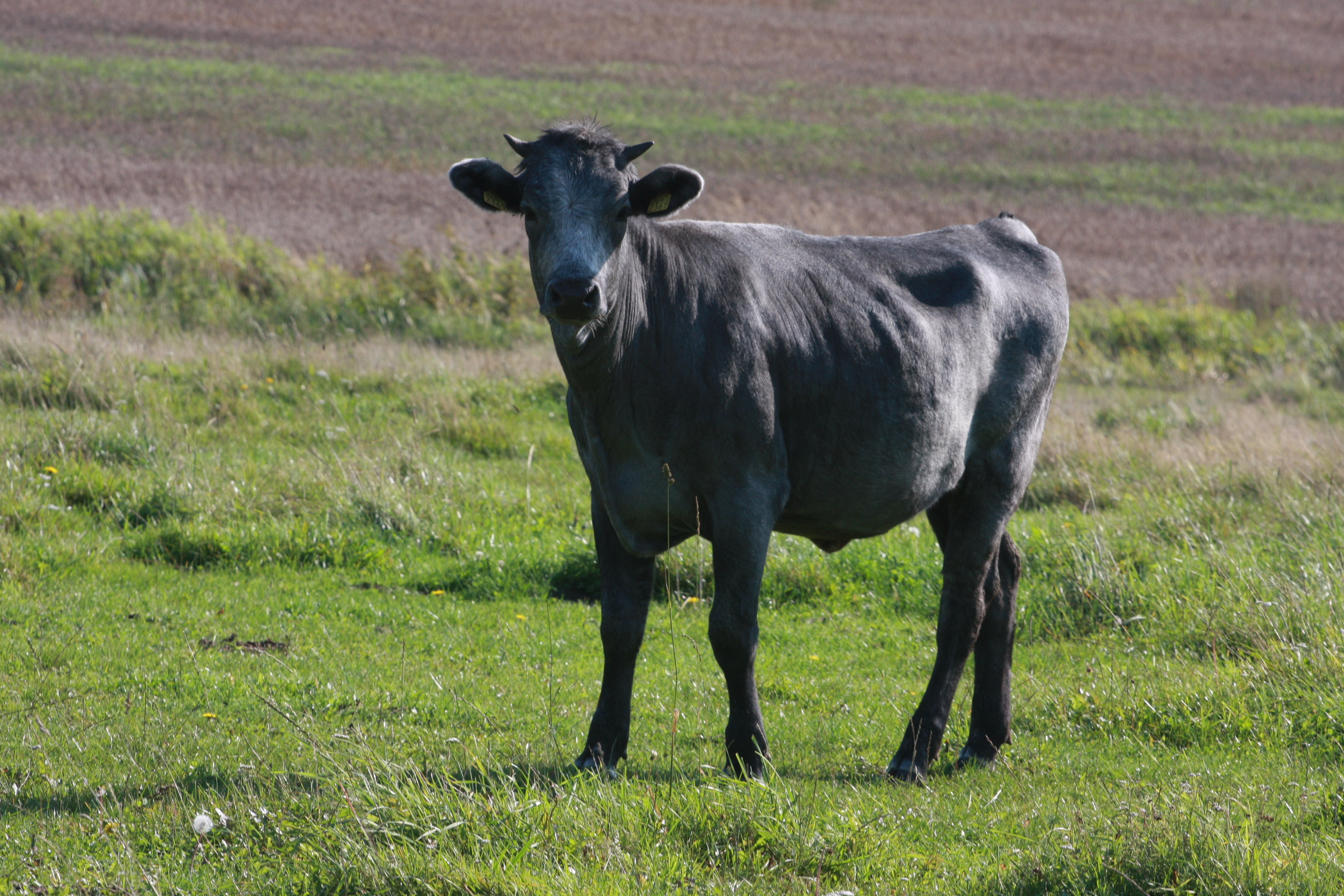
Lettisk blå

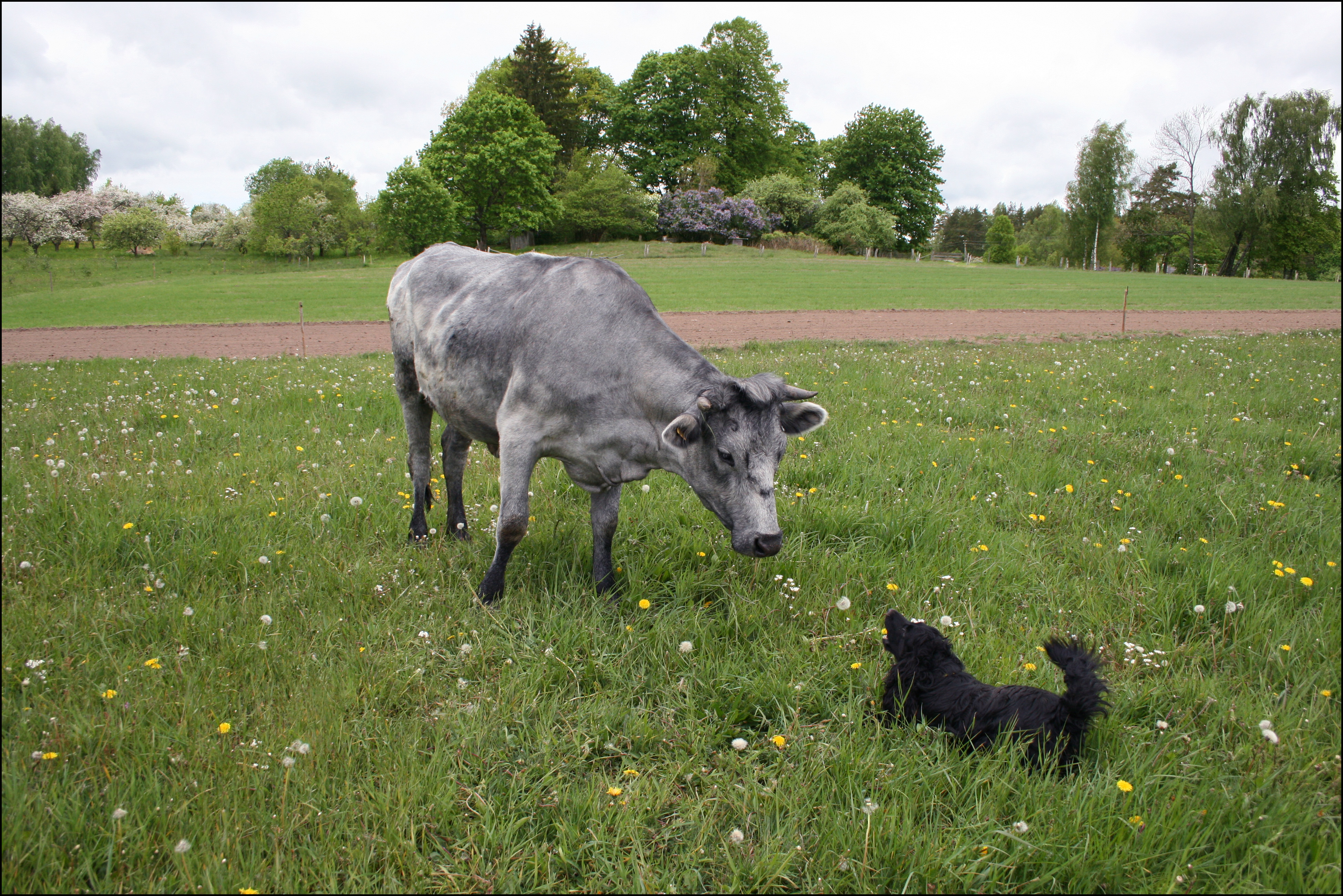
Lettisk blå ko

Lettisk blå, också benämnd Livlandsko, registrerades som koras i Lettland under 1930-talet. Rasen upprätthölls vid kustlandskapet Kurzeme i västra Lettland, där den klarar sig bra på de magra havsnära sandjordarna.
Lettisk blå är blå-grå till färgen, med varierande grad av mörk eller ljusare blå ton, och blekare sommartid. Benen är mörkare. Hornen är vita med svarta spetsar. Den är ungefär 133 centimeter hög och väger från 350 kilo och uppåt.
Paulis Lejiņš (1883–1959) arbetade med förädling av lettiska kor, bland annat Lettisk blå, på Lettlands universitets försöksgård i Ramava från 1922. Den första avelstjuren av Lettisk blå skrev in i Lettlands "mjölkdjursbok" 1925. Från 1927 avlades dock bara tre renrasiga sorter: Lettisk rödvit, Lettisk svartvit och Lettisk brun, medan Lettisk blå-djur användes för korsningar.
Lettisk blå är en sällsynt koras, på gränsen till att dö ut. Antalet har varit nere i mycket lågt antal: år 2000 registrerades endast 18 djur. År 2014 fanns 1.288 djur registrerade, flertalet runt Talsi, Aizpute och Kuldiga.
Den genomsnittliga mjölkavkastningen är 4500 kg mjölk per år med 4,3% fett och 3,3% protein.